# Ephydra mexicana
Ephydra mexicana är en tvåvingeart som beskrevs av Cresson 1934. Ephydra mexicana ingår i släktet Ephydra och familjen vattenflugor. Inga underarter finns listade i Catalogue of Life.